# Francie na Zimních olympijských hrách 1952
Francii na Zimních olympijských hrách v roce 1952 reprezentovala výprava 26 sportovců (20 mužů a 6 žen) ve 5 sportech.

## Medailisté
| Medaile | Jméno                 | Sport         | Soutěž           |
| ------- | --------------------- | ------------- | ---------------- |
| Bronz   | Jacqueline du Biefová | Krasobruslení | Ženy jednotlivci |